# Piero Trapanelli
Piero Trapanelli, all'anagrafe Pietro (Milano, 13 luglio 1924 – Milano, 30 agosto 2023), è stato un calciatore e allenatore di calcio italiano, di ruolo attaccante.

## Carriera

### Giocatore
Cresciuto nel Dopolavoro Redaelli, nel 1941 viene prelevato dal Milan dove fino al 1946 gioca 5 partite segnando, a 18 anni non ancora compiuti, un gol di grande importanza, in quanto permette ai rossoneri di pareggiare all'ultimo minuto il Derby della Madonnina contro l'Ambrosiana-Inter del 7 giugno 1942.
Durante il periodo milanista, nel periodo dell'interruzione dei campionati ufficiali a causa della seconda guerra mondiale gioca per la Cremonese.
Nel 1946 gioca per il Varese, nel 1948 per il Pisa e nel 1951 nel Treviso, sempre in Serie B dove chiude la carriera l'anno successivo.
In carriera ha totalizzato complessivamente 4 presenze ed una rete nella Serie A a girone unico e 196 presenze e 45 reti in Serie B.
Aveva un fratello gemello che si chiamava Giovanni che giocò in serie C

### Allenatore
Nel 1974 è alla guida del Padova mentre nel 1978 subentra a Franco Rondanini alla guida dell'Arona portandolo ad una storica promozione in Serie C2 nel 1978-1979.
Nella stagione 1978-1979 allenò la Novese, dimettendosi a campionato in corso e venendo sostituito da Natale Nobili. Ha allenato anche la Melegnanese.

## Palmarès

### Allenatore

#### Competizioni nazionali
- Serie D: 1

Arona: 1978-1979